# Старогришкинское сельское поселение
Старогришкинское се́льское поселе́ние — муниципальное образование в Менделеевском районе Татарстана Российской Федерации.
Административный центр — село Старое Гришкино.

## История
Статус и границы сельского поселения установлены Законом Республики Татарстан от 31 января 2005 года № 29-ЗРТ «Об установлении границ территорий и статусе муниципального образования "Менделеевский муниципальный район" и муниципальных образований в его составе».

## Население
| 2010 | 2011 | 2012 | 2013 | 2014 | 2015 | 2016 |
| ---- | ---- | ---- | ---- | ---- | ---- | ---- |
| 630  | ↗631 | ↗633 | ↘616 | ↗620 | ↘614 | ↘604 |
| 2017 | 2018 |      |      |      |      |      |
| ↘595 | ↘590 |      |      |      |      |      |

## Состав сельского поселения
| № | Населённый пункт | Тип населённого пункта       | Население |
| - | ---------------- | ---------------------------- | --------- |
| 1 | Илькино          | деревня                      |           |
| 2 | Карманково       | деревня                      |           |
| 3 | Старое Гришкино  | село, административный центр |           |